# Obre't d'orelles
Obre't d'orelles (títol original en anglès: Prick Up Your Ears) és una pel·lícula britànica del 1987 dirigida per Stephen Frears, amb guió d'Alan Bennett, basada en la biografia del dramaturg Joe Orton, escrita per John Lahr. Ha estat doblada al català.

## Argument
La pel·lícula és feta a partir de salts enrere i es basa en la relació d'una parella homosexual, en Joe Orton i en Kenneth Halliwell, amb les diferents etapes i trajectòries. Mentre que en Joe era un jove sense formació quan es van conèixer, en Kenneth era un home culte i sofisticat. Ell el poleix, l'ensenya i el fa introduir en la literatura. Amb el temps, en Joe evoluciona fins a esdevenir un famós escriptor. En canvi, en Kenneth s'enfronta a un estancament personal, no assumeix les seves mostres d'envelliment i no assimila bé l'èxit de la seva parella, que el fa sentir-se marginat, per la qual cosa recorre a l'alcohol i a les drogues, que el fan desequilibrar-se mentalment.

## Nominacions[calcitació]
- 1987: Palma d'Or
- 1988: Globus d'Or a la millor actriu secundària per Vanessa Redgrave
- 1988: BAFTA al millor actor per Gary Oldman
- 1988: BAFTA a la millor actriu secundària per Vanessa Redgrave
- 1988: BAFTA al millor guió adaptat per Alan Bennett